# Woke up with a Monster
Woke up with a Monster è il dodicesimo album in studio della rock band Cheap Trick, pubblicato nel 1994. L'album è il primo ed unico pubblicato per la Warner Bros., e si notano vari cambiamenti nello stile musicale e nel look dei componenti.

## Tracce
1. My Gang - 4:22 - (T. Petersson, R. Zander, R. Nielsen)
2. Woke Up With A Monster - 4:32 - (R. Nielsen, T. Petersson, R. Zander)
3. You're All I Wanna Do - 4:03 - (R. Nielsen, T. Petersson, R. Zander, J. Peterik, J. Raymond, Terry Reid)
4. Never Run Out Of Love - 4:08 - (R. Nielsen, J. Peterik)
5. Didn't Know I Had It - 4:31 - (R. Nielsen, Todd Cerney)
6. Ride The Pony - 4:31 - (R. Zander, Mark Spiro)
7. Girlfriends - 4:32 - (R. Nielsen, T. Petersson, R. Zander, B. Carlos)
8. Let Her Go 4:28
9. Tell Me Everything - 3:58 - (T. Petersson, R. Nielsen, R. Zander, Michael McDonald, Julian Raymond)
10. Cry Baby - 4:18 - (T. Petersson, R. Nielsen, R. Zander)
11. Love Me For A Minute - 4:12 - (R. Zander, R. Nielsen, T. Petersson)

## Formazione
- Robin Zander - voce
- Rick Nielsen - chitarre
- Bun E. Carlos - batteria
- Tom Petersson - basso